# Marian Marek Drozdowski
Marian Marek Drozdowski (ur. 1 lutego 1932 w Łasku, zm. 3 lutego 2025 w Warszawie) – polski historyk, biografista i varsavianista, profesor nauk humanistycznych.

## Życiorys

### Młodość i studia
Był synem Jana Drozdowskiego (1899–1983), członka POW, I Pułku Szwoleżerów Józefa Piłsudskiego i powstańca śląskiego (III powstania), kupca, po wojnie działacza spółdzielczego, i Heleny z Sosnowskich (1905–1990), która w latach 1915–1918 należała do skautingu. Miał siostrę Barbarę i brata Józefa.
Podczas niemieckiej okupacji rodzina Drozdowskich przeżyła wypędzenie z domu w Łasku, obóz hitlerowski w Łodzi przy ul. Łąkowej i wypędzenie do Beskidu Sądeckiego. Uczęszczał do szkoły powszechnej w Brzesku-Słotwinie oraz na tajne komplety.
Po wojnie w roku 1948 w Łasku ukończył gimnazjum im. Tadeusza Kościuszki, a następnie w Pabianicach liceum handlowe. Od 1950 studiował na Wydziale Transportu w Wyższej Szkole Ekonomicznej w Szczecinie (pracownik naukowy tej uczelni w latach 1951–1955). Tutaj przygotował pracę magisterską pt. Kolejowa obsługa Portu Szczecińskiego obronioną w 1955. Wśród profesorów WSE prym wiedli byli współpracownicy wicepremiera Eugeniusza Kwiatkowskiego, na czele z opiekunem pracy magisterskiej prof. Bolesławem Kaczmarkiewiczem.

### Praca naukowa
W latach 1955–1958 studiował historię w Instytucie Nauk Społecznych przy KC PZPR, przygotowując rozprawę doktorską pt. Polityka gospodarcza rządu polskiego w latach 1936–1939. Praca obroniona została w 1960 w Instytucie Historii PAN, w którym pozostał etatowym pracownikiem. W latach 1955–1957 był pracownikiem naukowym Wyższej Szkoły Nauk Społecznych przy KC PZPR. Po zlikwidowaniu Instytutu Nauk Społecznych pozwolono mu zorganizować Zespół Dziejów PPS przy Zakładzie Historii Partii (pracownik naukowy tego Zakładu w latach 1958–1963). Wkrótce jednak zaatakował go osobiście na plenum KC PZPR Władysław Gomułka za idealizację rewizjonistycznej i oportunistycznej PPS. Po kolejnych oskarżeniach ze strony Gomułki jego Zespół został rozwiązany, a on usunięty z pracy.
W 1958 wstąpił do Towarzystwa Miłośników Historii, w którym był aktywny do końca swojego życia. Za działalność w ramach tego towarzystwa był wielokrotnie ostro krytykowany za upowszechnianie poglądów wrogich „władzy ludowej”.
W 1966 obronił pracę habilitacyjną pt. Klasa robotnicza Warszawy. Studium składu i struktury społecznej. Wkrótce potem został kierownikiem Pracowni Badania Dziejów Warszawy, którą kierował społecznie. Reprezentując w łonie PZPR nurt pepesowski był stale narażany na konflikty. Znalazło to wyraz w 1966 w głośniej naradzie Wydziału Nauki KC we Wrześni, na której został ostro zaatakowany za zorganizowanie w IH PAN dyskusji o etyce historyka. Na konferencji przypomniano obowiązki moralne historyka, który szukając prawdy historii nie może być uzależniony od jakichkolwiek skrępowań ideologicznych, politycznych i administracyjnych.
W 1972 otrzymał stopień profesora nadzwyczajnego, po opublikowaniu serii studiów o dziejach Warszawy i jej syntezy.
Był stypendystą Departamentu Stanu USA, Fundacji Kościuszkowskiej i Instytutu Gospodarstwa Społecznego (IGS). Prace nad pamiętnikami emigrantów, biorących udział w konkursie IGS z 1936, spowodowały zajęcie się przez Drozdowskiego tematyką dziejów USA, stosunków polsko-amerykańskich i dziejami Polonii.
Tytuł profesora zwyczajnego otrzymał w 1989 po opracowaniu źródeł dotyczących „Ludności cywilnej w Powstaniu Warszawskim 1944 r.” oraz „Exodusu Warszawy. Losu ludności i miasta po Powstaniu”. W latach 1990–2002 był profesorem Uniwersytetu Opolskiego, koncentrując się na dziejach Śląska. W dalszym ciągu pisał kolejne monografie i organizował konferencje naukowe. Obecnie, wraz z zespołem, we współpracy z IPN Warszawy, kierował pracą nad „Archiwum Marcelego Porowskiego Prezydenta powstańczej Warszawy”. Był promotorem kilku rozpraw doktorskich dotyczących dziejów Warszawy i biografistyki.

### Działalność społeczna i polityczna
W 1953 dwukrotnie przesłuchiwany przez oficerów Urzędu Bezpieczeństwa i zagrożony utratą wolności.
W marcu 1953 po śmierci Stalina, w czasie przymusowych akademii, studenci, którzy pozostali w osiedlu, wyrzucili na bruk gipsowe popiersie sowieckiego dyktatora. Był on wtedy przewodniczącym samorządu osiedla z ramienia Związku Studentów Polskich. We wrześniu 1952 roku w Warszawie w czasie trwania Kongresu Międzynarodowego Związku Studentów zarzucono mu demonstracyjne bratanie się z delegacją szkocką. Jej członkowie na Kongresie przypomnieli terrorystyczne rządy bezpieki w PRL. Wówczas spotkała go ostra nagana wpisana do akt personalnych.
W latach 1945–1949 działał w ZHP. W 1949 wstąpił do PZPR, wraz z kolegami z Pabianic, jako socjalista chcąc bronić tradycji PPS w tej organizacji, ponieważ wychował się w tradycji Pawła Łaskiego - członka Organizacji Bojowej PPS, skazanego na 12 lat katorgi. Członek KW PZPR w Szczecinie w latach 1951–1955.

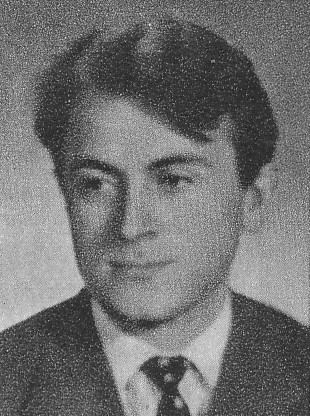
Marian Marek Drozdowski, lata 60.

Od 1964 do 1968 był bliskim współpracownikiem Tadeusza Szturm de Sztrema (aż do jego śmierci), organizatora tajnych spotkań niezależnych socjalistów. W latach 1966 do 1968, pełnił z wyboru funkcję sekretarza Podstawowej Organizacji Partyjnej Instytutu Historii PAN, z której został zwolniony w kwietniu 1968. Wkrótce potem przejął obowiązki wicedyrektora Instytutu i kierownika Pracowni Badania Dziejów Warszawy IH PAN. Nominacja ta nie spowodowała zmiany jego kontestującej postawy politycznej. W tymże roku cenzura wydawnicza „Książki i Wiedzy” wstrzymała druk jego pracy pt. Szkice z dziejów II Rzeczypospolitej, zawierającej pozytywną ocenę dorobku Polski Niepodległej lat 1918–1939.
Na łamach „Trybuny Ludu” został zaatakowany za dyskusję, zorganizowaną na łamach „Miesięcznika Literackiego” z okazji 50. rocznicy odzyskania niepodległości. Nowi redaktorzy PWN ostro skrytykowali go za umieszczenie na łamach „Studiów Warszawskich” wspomnień Idy Kamińskiej i jej małżonka o dziejach Teatru Żydowskiego w Warszawie.
W 1976 stanął przed Warszawską Komisją Kontroli Partyjnej za nielegalne zorganizowanie uroczystości publicznej przy symbolicznym grobie Stefana Starzyńskiego w Alei Zasłużonych na warszawskich Powązkach.
Wiosną 1980 otrzymał naganę Wydziału Nauki KC PZPR za działalność w konwersatorium „Doświadczenie i Przyszłość”. Zarzucono mu utrzymywanie kontaktów z przywódcami Kongresu Polonii Amerykańskiej, wykorzystanie gościny wiceprezesa Kongresu, Kazimierza Łukomskiego, publiczne wystąpienia w Instytucie Piłsudskiego, Fundacji Kościuszkowskiej i Instytucie Hoovera. Jego reakcją na te zarzuty było złożenie na ręce wiceprezesa PAN, prof. Władysława Markiewicza memorandum, w którym zrzekł się w 1981 roku członkostwa PZPR, poddając jednocześnie ostrej krytyce politykę jej kierownictwa wobec społeczeństwa i „Solidarności”.
W latach 80. kierował Komisją Opieki nad Cmentarzami i Zabytkami Kultury Żydowskiej w Polsce i Sekcją I J. Paderewskiego Warszawskiego Towarzystwa Muzycznego.
W czasach narodzin „Solidarności”, której był członkiem, uczestniczył w dziesiątkach spotkań w głównych miastach przemysłowych Polski. Zamieszczał artykuły pod pseudonimem: „Andrzej Sosnowski”, „Ski”, „Mak” m.in. na łamach „Krytyki”. 14 grudnia 1981 na Nowym Mieście w Warszawie był współorganizatorem Obywatelskiego Komitetu im. Józefa Piłsudskiego, który w stanie wojennym i po jego zawieszeniu organizował spotkania popularyzujące myśl J. Piłsudskiego. Wykorzystywał do tego prasę podziemną i katolicką, w tym zeszyty Archikonfraterni Warszawskiej i Studium Nauki Społecznej Kościoła na Solcu.
W czasie stanu wojennego, przed jego zakończeniem, został wezwany do Ministerstwa Spraw Wewnętrznych, podobnie jak prof. Tadeusz Łepkowski, Ernest Bryll i wielu działaczy „Solidarności”, gdzie zagrożono mu utratą pracy, gdyby nadal kontynuował konspiracyjną działalność antypaństwową. Działalność tę kontynuował.
Staraniem M. Drozdowskiego i pod jego przewodnictwem powstały w Warszawie pomniki: Stefana Starzyńskiego (1992), Henryka Sienkiewicza (2000), Tadeusza Kościuszki (2010) oraz tablice pamięci: Wojciecha Korfantego (2012) Marcelego Porowskiego (2013, obie w Warszawie), a także prof. Jana Karskiego w Łodzi i w Opolu (2014) oraz Zygmunta Sosnowskiego w Łasku (2015). Był także jednym z inicjatorów odbudowy Zamku Królewskiego w Warszawie. Pracował także w Obywatelskich Komitetach Budowy Pomnika Władysława Reymonta i Wojciecha Korfantego w Warszawie.
Przewodniczący rady naukowej tzw. Kolekcji Porczyńskich, mistyfikacji rzekomo gromadzącej arcydzieła malarstwa europejskiego.
Był mężem Marii.
Zmarł 3 lutego 2025 w Warszawie. 10 lutego po mszy w kaplicy Halpertów, urna z prochami została złożona w grobie rodzinnym na cmentarzu ewangelicko-augsburskim (sektor AL39-1-1).

## Członkostwo w stowarzyszeniach
- członek konwersatorium „Doświadczenie i Przyszłość”
- członek „Solidarności” od 1980 do dzisiaj
- członek pierwszego zarządu (1988) Towarzystwa Przyjaciół „Powściągliwości i Pracy”
- przewodniczący zarządu Towarzystwa Miłośników Historii w Warszawie (1990–1996, obecnie przewodniczący Komisji Studiów Krytycznych i Biografistyki)
- członek rady naukowej Muzeum im. Jana Pawła II i rady naukowej Muzeum Łazienek Królewskich
- członek zarządu Towarzystwa Przyjaciół Śląska
- przewodniczący Komisji Biografistyki zarządu głównego Polskiego Towarzystwa Historycznego
- honorowy członek Ligi Morskiej i Rzecznej
- członek rady naukowej Instytutu Śląskiego
- członek zarządu Towarzystwa Przyjaciół Śląska
- honorowy członek Archikonfraterni Literackiej w Warszawie

## Wybrane publikacje
Był autorem wielu prac z zakresu historii Polski i Warszawy, m.in.:
- Ignacy Jan Paderewski: zarys biografii politycznej, Wydawnictwo Interpress, Warszawa 1986.
- Ignacy Jan Paderewski : pianista, kompozytor, mąż stanu, Wydawnictwo DiG, Warszawa 2001.
- Stefan Starzyński, prezydent Warszawy, Warszawa 1976 i 1980, PIW.
- Starzyński. Legionista, polityk gospodarczy, prezydent Warszawy Wydawnictwo Iskry 2006.
- Archiwum polityczne Eugeniusza Kwiatkowskiego. Warszawa: Wydawnictwo Sejmowe, 2002. ISBN 83-7059-612-6. Brak numerów stron w książce
- Eugeniusz Kwiatkowski. Wrocław: Zakład Narodowy im. Ossolińskich, 2001. ISBN 83-04-04567-2. Brak numerów stron w książce
- Eugeniusz Kwiatkowski w polskiej historiografii i publicystyce historyczno-ekonomicznej. Warszawa: Instytut Historii Polskiej Akademii Nauk, 1992. ISBN 83-900329-3-7. Brak numerów stron w książce
- Eugeniusz Kwiatkowski : człowiek i dzieło. Kraków: Wydawnictwo Literackie, 1989. ISBN 83-08-02092-5. Brak numerów stron w książce
- Archiwum Morskie Eugeniusza Kwiatkowskiego. Gdynia: WSAiB im. E.Kwiatkowskiego, 2009. ISBN 83-62215-00-3. Brak numerów stron w książce
- Historia Warszawy wraz z Andrzejem Zahorskim, Warszawa 1972, PWN.
- Alarm dla Warszawy. Obrona cywilna stolicy we wrześniu 1939 r., Warszawa 1964, wyd. Wiedza Powszechna.
- Warszawa żegna Jana Pawła II wraz z Markiem Sidorenko, Warszawa 2010, wyd. Oficyna Wydawniczo-Poligraficzna ADAM.
- Marceli Porowski Prezydent Powstańczej Warszawy. Wydawnictwo Vipart, 2010. ISBN 978-83-87124-80-9. Brak numerów stron w książce
- Józef Piłsudski. Naczelnik Państwa Polskiego 14 XI 1918–14 XII 1922, Warszawa 2018, Oficyna Wydawnicza „Rytm”.

## Ordery i odznaczenia
- Krzyż Oficerski Orderu Odrodzenia Polski
- Krzyż Kawalerski Orderu Odrodzenia Polski
- Złoty Krzyż Zasługi
- Srebrny Krzyż Zasługi
- Medal Pamiątkowy „Pro Masovia” z okazji 80 urodzin (2012)[21]
- Medal Króla Stanisława Augusta Poniatowskiego (2006)
- Medal „Za zasługi dla odbudowy Zamku Królewskiego w Warszawie” (1984)
- Złota odznaka honorowa „Za Zasługi dla Warszawy” (1966)[22]

Źródło:.

## Nagrody i wyróżnienia
- Nagroda m. st. Warszawy nadana przez radę miejską za osiągnięcia w dziedzinie varsavianistyki (1964)
- Nagroda „Polityki” za Polityka gospodarcza Rządu RP w latach 1936–1939 (1964)
- Nagroda „Polityki” za Stefan Starzyński Prezydent Warszawy (1972)
- Nagroda „Polityki” za Ludność cywilna w Powstaniu Warszawskim (1975)
- Nagroda plebiscytu telewidzów „Wiktora” za 10-odcinkowy serial telewizyjny Rzeczpospolita Nieznana (1990)
- Złoty medal i dyplom Tadeusza Manteuffla za zasługi dla IH PAN (1993)
- Nagroda ZAiKS-u im. Karola Małcużyńskiego za twórczość w dziedzinie varsavianów (1994)[23]
- Medal i dyplom Związku Piłsudczyków za popularyzację tradycji Marszałka Józefa Piłsudskiego (1995)
- Medal i dyplom Prymasa Kardynała Józefa Glempa za zasługi dla Metropolii Warszawskiej z okazji jej 200-lecia (1998)
- Dyplom i medal Eugeniusza Kwiatkowskiego od Rady Miasta Gdyni za badania nad dziejami polskiej polityki morskiej (2003)[24]
- Nagroda Brata Alberta od środowisk katolickich za badania z dziejów Kościoła (2007)
- Pierścień gen J. Hallera od zarządu głównego Ligi Morskiej i Rzecznej (2012)
- Honorowy obywatel Łasku (2012)
- Honorowy obywatel Stalowej Woli (2012)[25]
- Nagroda im. Witolda Hulewicza Stowarzyszenia Pisarzy Polskich za osiągnięcia w dziedzinie biografistyki (2014)[26]